# Mr. Bad Guy
Mr. Bad Guy為英國歌手兼皇后樂隊主唱佛萊迪·墨裘瑞唯一一張錄音室專輯。專輯在皇后樂隊正處於錄音空檔期的1985年發售，內有11首全由墨裘瑞創作的歌曲。專輯在2019年10月11日以原始的多軌磁帶為根基混音重製，並以黑膠、雷射唱片及串流媒體等多媒體方式發行。

## 背景及製作
與樂隊在進行的搖滾導向音樂（rock-oriented）形成鮮明對比的是，墨裘瑞和聯合製作人萊因霍爾德·馬克在專輯加入迪斯可、舞曲和流行音樂風格的歌曲。這一切的出現在於同樣由馬克製作，皇后樂隊1982年發售的錄音室專輯《Hot Space》。墨裘瑞說：「我突然冒出很多主意，有很多我想探索的音樂領域，在樂隊是無法做到的。」聯合製片人馬克補充說，「墨裘瑞曾經變得非常惱火，因為隊友布萊恩總是說：『我們需要更多的搖滾樂。』最終墨裘瑞在致力於樂隊活動同時必須收集足夠的素材，令《Mr. Bad Guy》需花近兩年的時間錄製。」其中一首能印證馬克的說話的曲目為《Man Made Paradise》，歌曲在1982年創作，本來被考慮進行錄音並收錄於《Hot Space》或1984年發行的《The Works》，但後來樂隊並沒採用。最終墨裘瑞在1984年8月製作個人專輯時錄音並收錄。
專輯原本安排墨裘瑞和麥可·傑克森進行二重唱。
我們本來已有3首歌曲，但不幸的是它們從未完成。它們是很棒的歌，但問題是時間——因為那時我倆都很忙，我們的時間不允許我們在同一國家逗留到一起完成任何事情。——— 墨裘瑞在《Mercury: An Intimate Biography of Freddie Mercury》
然而，根據小道消息，墨裘瑞在錄音室與傑克森合作時，因對於傑克森的寵物美洲駝感到不舒服後放棄了進一步的合作；相反傑克森卻為墨裘瑞吸毒而沮喪並退出合作。最終他們其中一首合作的歌曲《There Must Be More to Life Than This》被重製並收錄墨裘瑞的獨唱版本，但與傑克森合作的版本最終收錄於2014年發行的《Queen Forever》。
墨裘瑞在專輯參與了從演奏不同樂器如人聲，鋼琴和合成器等，以至編排及與音響工程師合作的工作，因此對他造成了不少負擔。墨裘瑞亦在製作歌曲時使用合成器和配器法增加了每個部分的多樣性。
除了佛萊迪外，這些歌曲都別無其他。很多人期望佛萊迪能迎合觀眾的需求，但他不想那樣，他只是想要這些歌曲。我沒有嘗試參與歌曲混合，因為那階段他不需要很多新想法。那些歌曲已經很棒了，我不想作任何改變，就像最後有人在倫勃朗畫像畫鼻子一樣。——馬克在與墨裘瑞合作時的評論
專輯原本的名稱為《Made in Heaven》，但墨裘瑞在專輯發行前改變了他的想法。
基本上，我曾為了一個標題而迷失，但不久我認為專輯名稱並不重要。我不知道該怎麼稱呼，但我有一個名字非常美麗的曲目叫『Made in Heaven』，這似乎讓人聯想到某種形象。但說實話，我並非真的擔心。重要的是您所聽的內容，而並非標題。——墨裘瑞在宣傳專輯期間評論
專輯最初在哥倫比亞唱片/CBS國際唱片公司發行，Mercury Songs公司曾擁有專輯的版權，但在墨裘瑞於1991年去世後被撤銷。在2019年，皇后樂隊音響組成員以在原始的多軌磁帶為根基重製專輯並在10月11日經由水星唱片，以雷射唱片、黑膠唱片、電子及串流媒體的方式再次發行。

## 單曲
主打單曲《I Was Born to Love You》於1985年4月14日發行並排名第50位，在翌週則升至第11位；在南非也達到第4位；單曲在奧地利排名第20位。《Made in Heaven》於1985年7月21日發行，在英國單曲排行榜上排名第57位，並在榜四週；《Living on My Own》在英國只排名第50位；而第四首也是最後一張單曲《Love Me Like There's No Tomorrow》，在1985年11月24日發行，在英國排名第76位。

### 重製單曲
1993年，No More Brothers以混音的形式重新發行了《Living on My Own》，並在英國、法國及挪威等國家排名第一。《I Was Born to Love You》和《Made in Heaven》在墨裘瑞去世後，由餘下三個皇后成員重新製作，並收錄在1995年發行的錄音室專輯《Made in Heaven》中。

## 評價

### 同代評價
《滾石雜誌》形容墨裘瑞在專輯把自己「無恥的天使女高音」用作演唱一些被自己形容為「與悲傷、折磨和痛苦有關的同時，也是輕浮和假心假意的事情」的歌曲；認為墨裘瑞以歌曲名稱宣布「我的愛很危險」後更歡欣地承認自己是刻薄的混蛋。雜誌更提及專輯的曲目從圓滑且充滿活力的欧陆迪斯科和民謠，至如《There Must Be More to Life Than This》般令人反思的歌曲；其後形容馬克令專輯變得輕鬆但嚴謹地充滿花招。最終雜誌總結《Mr. Bad Guy》未必令墨裘瑞贏得更多新轉變，但皇后樂隊的粉絲會接受它。
《時人》雜誌在《好與壞（Picks and Pans）》評論專欄寫道墨裘瑞的專輯「堆在繁榮中（Piles on the flourishes）」，亦有評論部分歌曲：如《Let's Turn It On》為充滿了配樂、迴聲和錄音技巧的簡單即興舞曲；更讚揚《Foolin' Around》和《Living on My Own》的優秀旋律；但雜誌認為當中的歌詞令人驚訝地老套，令《Mr. Bad Guy》在整體上像一部毫無靈感的歌舞表演。最後形容墨裘瑞的歌聲「輕鬆、引人入勝並帶有歇斯底里的顫音，非常適合自我表現者。」

### 近代評價
| 評論得分 | 評論得分 |
| 來源     | 評分     |
| -------- | -------- |
| AllMusic | [ 27 ]   |
| 滾石雜誌 | 正面     |

《AllMusic》平台的愛德華多·里瓦達維亞（Eduardo Rivadavia）評論作為樂隊的創意擔當的墨裘瑞，在擴展未知領域方面做出值得稱讚的工作：如《Let's Turn It On》的合成器部分宣布專輯在缺少皇后樂隊的獨特吉他的沉重感下將奢侈程度推至最高水平；《I Was Born to Love You》將七十年代的迪斯可和八十年代的舞蹈提升到樂隊永遠都不敢追求且明顯的流行程度。里瓦達維亞還表示墨裘瑞將他的原聲鋼琴與合成器的背景音軌結合，從簡單的「鋼琴和歌手」組合轉變為拉丁風音樂，製作出精美的戲劇性歌曲《Made in Heaven》和《Your Kind of Lover》；以及《Man Made Paradise》的女王般歌劇式合唱和布萊恩·梅風格的吉他獨奏等，加上《Love Me Like There's No Tomorrow》和《Living on My Own》等主打歌曲，令《Mr. Bad Guy》從頭到尾都成為了傑出的唱片。

## 曲目
全部歌曲均由墨裘瑞創作。
| 第一面 | 第一面                 | 第一面 |
| 曲序   | 曲目                   | 时长   |
| ------ | ---------------------- | ------ |
| 1.     | Let's Turn It On       | 3:42   |
| 2.     | Made in Heaven         | 4:05   |
| 3.     | I Was Born to Love You | 3:38   |
| 4.     | Foolin' Around         | 3:29   |
| 5.     | Your Kind of Lover     | 3:32   |

| 第二面 | 第二面                               | 第二面 |
| 曲序   | 曲目                                 | 时长   |
| ------ | ------------------------------------ | ------ |
| 6.     | Mr. Bad Guy                          | 4:09   |
| 7.     | Man Made Paradise                    | 4:08   |
| 8.     | There Must Be More to Life Than This | 3:00   |
| 9.     | Living on My Own                     | 3:23   |
| 10.    | My Love Is Dangerous                 | 3:42   |
| 11.    | Love Me Like There's No Tomorrow     | 3:46   |

| 英國雷射唱片版額外歌曲 | 英國雷射唱片版額外歌曲                | 英國雷射唱片版額外歌曲 |
| 曲序                   | 曲目                                  | 时长                   |
| ---------------------- | ------------------------------------- | ---------------------- |
| 12.                    | Let's Turn It On（12" Version）       | 5:06                   |
| 13.                    | I Was Born to Love You（12" Version） | 7:03                   |
| 14.                    | Living on My Own（12" Version）       | 6:40                   |

## 演奏人員
下列名單出自專輯內頁說明。
- 佛萊迪·墨裘瑞 – 主唱、鋼琴、合成器、管弦團編曲
- 弗雷·曼德爾（英语：Fred Mandel）– 附加鋼琴、合成器、旋律結他
- 保羅·文森（Paul Vincent）– 主音結他
- 科特·克萊斯（英语：Curt Cress）– 鼓
- 斯蒂芬·維斯內（Stephan Wissne）– 貝斯
- 喬·伯特（英语：Jo Burt） –《Man Made Paradise》的貝斯
- 萊因霍爾德·馬克和維斯內 – 歌曲編排（英语：Music sequencer）、音訊工程
- 扒手道奇（The Artful Dodger）– 封面
- 安德烈·薩瓦（英语：Andrzej Sawa） -  攝影

## 排行榜
| 國家                   | 排名     | 排名     |
|                        | 最高排名 | 在榜週數 |
| ---------------------- | -------- | -------- |
| 澳大利亚肯特音乐报道榜 | 38       | 10       |
| 奧地利                 | 23       | 4        |
| 日本Oricon公信榜       | 20       | 21       |
| 荷蘭                   | 17       | 11       |
| 瑞士                   | 14       | 6        |
| 英国专辑榜             | 6        | 23       |
| 美國告示牌二百大專輯榜 | 159      | 6        |

## 銷量認證
| 地區                                  | 认证 | 认证单位/销量 |
| ------------------------------------- | ---- | ------------- |
| 英国（英国唱片业协会）                | 金   | 100,000^      |
| *僅含認證的實際銷量 ^僅含認證的出貨量 |      |               |

## 註腳
注譯
1. ↑  原文：This album is dedicated to my cat Jerry - also Tom, Oscar and Tiffany, and all the cat lovers across the universe - screw everybody else!
2. ↑  原文：Special thanks to Brian, Roger and John for not interfering. Also to Mary Austin, Barbara Valentin for big tits and misconduct, and Winnie for board and lodging.
3. ↑  皇后樂隊在專輯發行時正進行「The Works Tour」。
4. ↑  Mercury Songs公司於1977年成立，為與墨裘瑞相關的出版公司，亦是墨裘瑞相關歌曲的版權擁有者。[18]

參考來源
1. 1 2 3 4  Mr. Bad Guy (album) （页面存档备份，存于） queenpedia.com Retrieved 2014-10-07.
2. 1 2  Patrick Lemieux& Adam Unger, The Queen Chronology (2nd Edition), 2019; (ISBN 9781926462103).
3. 1 2  Jen Longshaw. .   [2012-08-10]. （原始内容存档于2012-09-08）.
4. ↑  . 2019-09-05  [2020-07-03]. （原始内容存档于2020-02-21）.
5. ↑  . 2019-11-08  [2020-07-03]. （原始内容存档于2020-01-14）.
6. 1 2  . 2019-10-17  [2020-07-03]. （原始内容存档于2020-11-08）.
7. ↑  .   [2020-07-03]. （原始内容存档于2020-11-21）.
8. 1 2  Holmes, Tim. . Queen Archives.   [2013-01-02]. （原始内容存档于2010-11-28）.
9. ↑  Purvis, George. . 2018  [2020-07-01] （英语）.
10. ↑  .   [2020-07-03]. （原始内容存档于2020-11-21）.
11. ↑  . The Times. 2018-10-19  [2018-10-30]. （原始内容存档于2020-08-07）.
12. ↑  . inquistr.com.   [2015-02-20]. （原始内容存档于2020-11-12）.
13. ↑  Chilton, Martin. . uDiscover Music. 2019-12-10  [2020-06-18]. （原始内容存档于2020-12-16）.
14. ↑  . YouTube.   [2011-08-03]. （原始内容存档于2016-04-28）.
15. 1 2  ARCHIVE MR. BAD GUY (1985) （页面存档备份，存于） - freddiemercury.com
16. ↑  .   [2020-07-04]. （原始内容存档于2020-09-27）.
17. ↑  .   [2020-07-03]. （原始内容存档于2020-10-31）.
18. ↑  .   [2020-07-03]. （原始内容存档于2020-06-30）.
19. ↑  .   [2020-07-03]. （原始内容存档于2020-09-12）.
20. ↑  .   [2020-07-03]. （原始内容存档于2020-06-29）.
21. ↑  Official Singles Chart Top 100 （页面存档备份，存于） - 24 November 1985 - 30 November 1985
22. ↑  .   [2018-02-26]. （原始内容存档于2020-07-13）.
23. ↑  .   [2020-07-03]. （原始内容存档于2020-10-30）.
24. ↑  .   [2020-07-03]. （原始内容存档于2020-07-03）.
25. 1 2  Rivadavia, Eduardo. . AllMusic.   [2011-08-03]. （原始内容存档于2023-07-20）.
26. ↑  . Discogs.   [2018-12-20]. （原始内容存档于2020-09-29）.
27. ↑  .   [2020-07-03]. （原始内容存档于2020-02-01）.
28. ↑  Kent, David. . St Ives, NSW（英语：St Ives, New South Wales）: Australian Chart Book. 1993. ISBN 0-646-11917-6.
29. ↑  . austriancharts.at.   [2020-07-12]. （原始内容存档于2019-12-15）.
30. ↑  . Roppongi, Tokyo: Oricon Entertainment. 2006. ISBN 4-87131-077-9.
31. 1 2  . lescharts.com.   [2020-07-04]. （原始内容存档于2019-01-09）.
32. ↑  . Official Charts.   [2020-07-04]. （原始内容存档于2020-08-24）.
33. ↑  . official chart.   [2020-07-04]. （原始内容存档于2020-07-04）.
34. ↑  BPI certification for Mr Bad Guy Album （页面存档备份，存于） - Type Mr Bad Guy in BPI Awards Search and press: Apply

## 外部連結
- 《Mr Bad Guy》在Youtube上的歌單（页面存档备份，存于）